# My Only Wish (This Year)
My Only Wish (This Year) è un brano musicale natalizio della cantante Britney Spears, pubblicato il 14 novembre 2000 nella compilation natalizia Platinum Christmas.
Il brano è stato scritto da Brian Kierulf, Josh Schwartz e dalla stessa Spears.

## Descrizione
Il 13 ottobre 2000 la rivista americana Forbes ha riferito che la Spears aveva in programma di registrare una canzone intitolata "My Only Wish (This Year)" per un album di Natale dal titolo Platinum Christmas..
La canzone, registrato in tonalità di do maggiore su una gamma vocale che va dal G4 a A5, viene eseguito su un ritmo veloce, che viene utilizzato principalmente in quei tipi di musica con influenze jazz.
Nella canzone, la Spears si lamenta della sua solitudine durante le vacanze e chiede a Babbo Natale come unico desiderio quello di portare da lei il suo amore.
Il brano è stato rilasciato online nel novembre 2020, per celebrare i 20 anni del brano.

## Successo commerciale
My Only Wish (This Year) ha debuttato nella classifica dei singoli in Danimarca il 26 dicembre 2008 a seguito di download digitali, debuttando al numero 34 prima di uscire fuori classifica la settimana seguente. Ma nonostante ciò l'anno seguente ritornò alla posizione numero 37..
In Slovacchia ha debuttato il 28 dicembre 2009 al numero 54..
Negli Stati Uniti ha fatto la sua prima apparizione nella classifica Holiday/Seasonal Digital Songs della Billboard il 27 novembre del 2010, piazzandosi al numero 49 a seguito di download digitali., mentre il 3 dicembre 2010, la Nielsen SoundScan ha riferito che ci sono stati 162.000 download digitali negli Stati Uniti.
L'8 dicembre 2011 ha debuttato al numero 170 In Sud Corea nella Classifica internazionale chiamata Circle Chart, a seguito delle vendite digitali di 3 671 copie.

## Classifiche
| Classifica (2018-25) | Posizione massima |
| -------------------- | ----------------- |
| Austria              | 28                |
| Canada               | 49                |
| Danimarca            | 14                |
| Finlandia            | 39                |
| Francia              | 84                |
| Germania             | 21                |
| Grecia               | 79                |
| Irlanda              | 47                |
| Lituania             | 44                |
| Paesi Bassi          | 36                |
| Polonia              | 42                |
| Portogallo           | 100               |
| Regno Unito          | 59                |
| Svezia               | 41                |
| Svizzera             | 24                |
| Ucraina              | 32                |
| Ungheria             | 35                |